# Lijst van FIS-wereldkampioenen snowboarden
De wereldkampioenschappen snowboarden zijn tweejaarlijkste kampioenschappen voor snowboarders. Dit is een lijst van wereldkampioenen snowboarden sinds 1996, vanaf dan worden de wereldkampioenschappen georganiseerd door de FIS.

## Mannen

### Halfpipe
| Editie  | Plaats               | Plaats | Winnaar          | Winnaar |
| ------- | -------------------- | ------ | ---------------- | ------- |
| WK 1996 | Linz                 | AUT    | Ross Powers      | USA     |
| WK 1997 | San Candido          | ITA    | Fabien Rohrer    | SUI     |
| WK 1999 | Berchtesgaden        | GER    | Ricky Bower      | USA     |
| WK 2001 | Madonna di Campiglio | ITA    | Kim Christiansen | NOR     |
| WK 2003 | Kreischberg          | AUT    | Markus Keller    | SUI     |
| WK 2005 | Whistler             | CAN    | Antti Autti      | FIN     |
| WK 2007 | Arosa                | SUI    | Mathieu Crepel   | FRA     |
| WK 2009 | Gangwon              | JPN    | Ryoh Aono        | JPN     |

### Snowboard cross
| Editie  | Plaats               | Plaats | Winnaar             | Winnaar |
| ------- | -------------------- | ------ | ------------------- | ------- |
| WK 1997 | San Candido          | ITA    | Helmut Pramstaller  | ITA     |
| WK 1999 | Berchtesgaden        | GER    | Henrik Jansson      | SWE     |
| WK 2001 | Madonna di Campiglio | ITA    | Guillaume Nantermod | SUI     |
| WK 2003 | Kreischberg          | AUT    | Xavier Delerue      | FRA     |
| WK 2005 | Whistler             | CAN    | Seth Wescott        | USA     |
| WK 2007 | Arosa                | SUI    | Xavier Delerue      | FRA     |
| WK 2009 | Gangwon              | JPN    | Markus Schairer     | AUT     |

### Slalom
| Editie  | Plaats      | Plaats | Winnaar           | Winnaar |
| ------- | ----------- | ------ | ----------------- | ------- |
| WK 1997 | San Candido | ITA    | Bernd Kroschewski | GER     |

### Reuzenslalom
| Editie  | Plaats               | Plaats | Winnaar            | Winnaar |
| ------- | -------------------- | ------ | ------------------ | ------- |
| WK 1996 | Linz                 | AUT    | Jeff Greenwood     | USA     |
| WK 1997 | San Candido          | ITA    | Thomas Prugger     | ITA     |
| WK 1999 | Berchtesgaden        | GER    | Markus Ebner       | GER     |
| WK 2001 | Madonna di Campiglio | ITA    | Jasey Jay Anderson | CAN     |

### Parallelle slalom
| Editie  | Plaats               | Plaats | Winnaar            | Winnaar |
| ------- | -------------------- | ------ | ------------------ | ------- |
| WK 1996 | Linz                 | AUT    | Ivo Rudiferia      | ITA     |
| WK 1997 | San Candido          | ITA    | Mike Jacoby        | USA     |
| WK 1999 | Berchtesgaden        | GER    | Nicolas Huet       | FRA     |
| WK 2001 | Madonna di Campiglio | ITA    | Nicolas Huet       | FRA     |
| WK 2003 | Kreischberg          | AUT    | Siegfried Grabner  | AUT     |
| WK 2005 | Whistler             | CAN    | Jasey Jay Anderson | CAN     |
| WK 2007 | Arosa                | SUI    | Simon Schoch       | SUI     |
| WK 2009 | Gangwon              | JPN    | Benjamin Karl      | AUT     |

### Parallelle reuzenslalom
| Editie  | Plaats               | Plaats | Winnaar            | Winnaar |
| ------- | -------------------- | ------ | ------------------ | ------- |
| WK 1999 | Berchtesgaden        | GER    | Richard Rikardsson | SWE     |
| WK 2001 | Madonna di Campiglio | ITA    | Gilles Jaquet      | SUI     |
| WK 2003 | Kreischberg          | AUT    | Dejan Kosir        | SLO     |
| WK 2005 | Whistler             | CAN    | Jasey Jay Anderson | CAN     |
| WK 2007 | Arosa                | SUI    | Rok Flander        | SLO     |
| WK 2009 | Gangwon              | JPN    | Jasey Jay Anderson | CAN     |

### Big air
| Editie  | Plaats      | Plaats | Winnaar        | Winnaar |
| ------- | ----------- | ------ | -------------- | ------- |
| WK 2003 | Kreischberg | AUT    | Risto Mattila  | FIN     |
| WK 2005 | Whistler    | CAN    | Antti Autti    | FIN     |
| WK 2007 | Arosa       | SUI    | Mathieu Crepel | FRA     |
| WK 2009 | Gangwon     | JPN    | Markku Koski   | FIN     |

### Slopestyle
| Editie  | Plaats    | Plaats | Winnaar     | Winnaar |
| ------- | --------- | ------ | ----------- | ------- |
| WK 2011 | La Molina | ESP    | Seppe Smits | BEL     |

## Vrouwen

### Halfpipe
| Editie  | Plaats               | Plaats | Winnaar               | Winnaar |
| ------- | -------------------- | ------ | --------------------- | ------- |
| WK 1996 | Linz                 | AUT    | Carolien van Kilsdonk | NED     |
| WK 1997 | San Candido          | ITA    | Anita Schwaller       | SUI     |
| WK 1999 | Berchtesgaden        | GER    | Kim Stacey            | USA     |
| WK 2001 | Madonna di Campiglio | ITA    | Doriane Vidal         | FRA     |
| WK 2003 | Kreischberg          | AUT    | Doriane Vidal         | FRA     |
| WK 2005 | Whistler             | CAN    | Doriane Vidal         | FRA     |
| WK 2007 | Arosa                | SUI    | Manuela Laura Pesko   | SUI     |
| WK 2009 | Gangwon              | JPN    | Liu Jiayu             | CHN     |

### Snowboard cross
| Editie  | Plaats               | Plaats | Winnaar            | Winnaar |
| ------- | -------------------- | ------ | ------------------ | ------- |
| WK 1997 | San Candido          | ITA    | Karine Ruby        | FRA     |
| WK 1999 | Berchtesgaden        | GER    | Julie Pomagalski   | FRA     |
| WK 2001 | Madonna di Campiglio | ITA    | Karine Ruby        | FRA     |
| WK 2003 | Kreischberg          | AUT    | Karine Ruby        | FRA     |
| WK 2005 | Whistler             | CAN    | Lindsey Jacobellis | USA     |
| WK 2007 | Arosa                | SUI    | Lindsey Jacobellis | USA     |
| WK 2009 | Gangwon              | JPN    | Helene Olafsen     | NOR     |

### Slalom
| Editie  | Plaats      | Plaats | Winnaar      | Winnaar |
| ------- | ----------- | ------ | ------------ | ------- |
| WK 1997 | San Candido | ITA    | Heidi Renoth | GER     |

### Reuzenslalom
| Editie  | Plaats               | Plaats | Winnaar           | Winnaar |
| ------- | -------------------- | ------ | ----------------- | ------- |
| WK 1996 | Linz                 | AUT    | Karine Ruby       | FRA     |
| WK 1997 | San Candido          | ITA    | Sondra van Ert    | USA     |
| WK 1999 | Berchtesgaden        | GER    | Margherita Parini | ITA     |
| WK 2001 | Madonna di Campiglio | ITA    | Karine Ruby       | FRA     |

### Parallelle slalom
| Editie  | Plaats               | Plaats | Winnaar                     | Winnaar |
| ------- | -------------------- | ------ | --------------------------- | ------- |
| WK 1996 | Linz                 | AUT    | Marion Posch                | ITA     |
| WK 1997 | San Candido          | ITA    | Dagmar Mair unter der Eggen | ITA     |
| WK 1999 | Berchtesgaden        | GER    | Marion Posch                | ITA     |
| WK 2001 | Madonna di Campiglio | ITA    | Karine Ruby                 | FRA     |
| WK 2003 | Kreischberg          | AUT    | Isabelle Blanc              | FRA     |
| WK 2005 | Whistler             | CAN    | Daniela Meuli               | SUI     |
| WK 2007 | Arosa                | SUI    | Heidi Neururer              | AUT     |
| WK 2009 | Gangwon              | JPN    | Fränzi Mägert-Kohli         | SUI     |

### Parallelle reuzenslalom
| Editie  | Plaats               | Plaats | Winnaar                 | Winnaar |
| ------- | -------------------- | ------ | ----------------------- | ------- |
| WK 1999 | Berchtesgaden        | GER    | Isabelle Blanc          | FRA     |
| WK 2001 | Madonna di Campiglio | ITA    | Ursula Bruhin           | SUI     |
| WK 2003 | Kreischberg          | AUT    | Ursula Bruhin           | SUI     |
| WK 2005 | Whistler             | CAN    | Manuela Riegler         | AUT     |
| WK 2007 | Arosa                | SUI    | Jekaterina Toedegesjeva | RUS     |
| WK 2009 | Gangwon              | JPN    | Marion Kreiner          | AUT     |

International Snowboard Federation (ISF)

1993 ·
1995 ·
1997 ·
1999 

Lijst van ISF-wereldkampioenen snowboarden
Fédération Internationale de Ski (FIS)

1996 ·
1997 ·
1999 ·
2001 ·
2003 ·
2005 ·
2007 ·
2009 ·
2011 ·
2013 ·
2015 ·
2017 ·
2019 ·
2021 ·
2023 

Lijst van FIS-wereldkampioenen snowboarden
World Snowboarding Federation (WSF)

2012 ·
2016